# Lonevåg
Lonevåg este o localitate din comuna Osterøy, provincia Hordaland, Norvegia, cu o suprafață de 0,92 km² și o populație de 816 locuitori (2013).